# Erupcja Ilopango

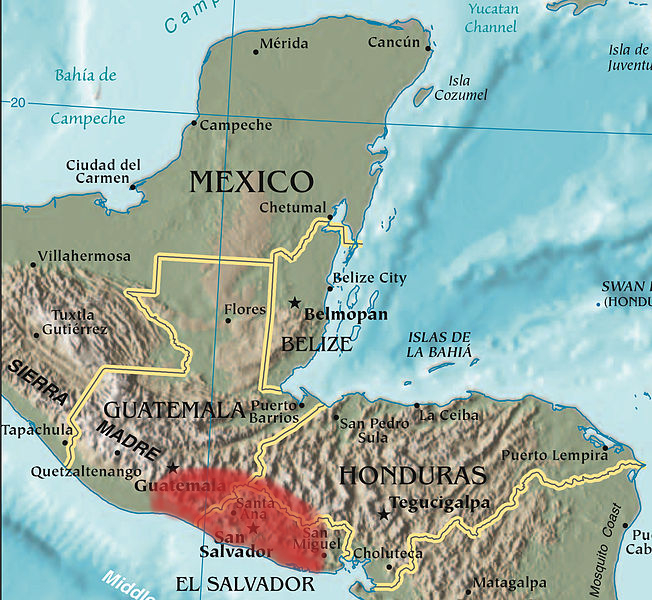
Obszar zapaści demograficznej po wybuchu Ilopango

Erupcja Ilopango – wybuch wulkanu Ilopango na terenie obecnego Salwadoru, który miał miejsce między 408 a 536 rokiem. Erupcji prawdopodobnie towarzyszyło trzęsienie o magnitudzie 6,9. Była to prawdopodobnie jedna z pięciu największych erupcji w ciągu ostatnich 10 tys. lat oraz największa w Środkowej Ameryce od 84 tys. lat.
Erupcja Ilopango wyrzuciła z krateru około 40 km³ materiału piroklastycznego. Opad popiołów w najbliższej okolicy miał miąższość do 50 metrów, a w odległej o 63 km Chalchuapie – jednego metra. Zetknięcie rozpalonej lawy z wodą jeziora, w którym znajdował się krater, spotęgowało rozmiary erupcji.

## Konsekwencje erupcji

### Lokalne
Okolica wulkanu została całkowicie zniszczona. Na terenach o powierzchni 2,5 tys. km² ludność miała wprawdzie szanse na przeżycie, ale pola uprawne, pokryte grubą warstwą pyłów nie nadawały się do użytku. Była to pora deszczowa, okres wzrostu zbóż i minimalnej liczby zapasów żywnościowych.
W następstwie wybuchu nastąpiła masowa emigracja Majów z tego terenu, najprawdopodobniej w kierunku północnym – na teren dzisiejszego Belize i częściowo Gwatemali. Zmianie uległ również przebieg głównej drogi handlowej przez Amerykę Środkową, która prowadziła brzegiem zatoki Tehuantepec. Wytyczono nową trasę przez Belize, Gwatemalę (Tikál), do Meksyku. Powstały tam nowe osiedla, a kilka istniejących wcześniej bardzo się rozwinęło. Niewykluczone, że gwałtowna migracja dużych mas ludzkich przyspieszyła procesy cywilizacyjne na tym obszarze.
Dopiero po około dwustu latach, po wyługowaniu przez deszcze powłoki popiołów i wytworzeniu się nowej warstwy gleby, na opuszczone tereny Salwadoru stopniowo zaczęli powracać ludzie.

### Globalne
Robert Dull oraz jego zespół wysunęli hipotezę, iż erupcja Ilopango mogła przyczynić się do ochłodzenia w latach 535–536, kiedy to w wielu miejscach świata zanotowano anomalie pogodowe oraz słabe zbiory czy wręcz brak chleba. Pyły wyrzucone w atmosferę mogły mieć wpływ na klimat oraz wegetację na całej północnej półkuli. Jeśli ta hipoteza byłaby prawdziwa, to erupcja Ilopango byłaby największą i najbardziej odczuwalną przez ludzkość erupcją w dziejach.